# Veleposlanstvo Južne Koreje u Zagrebu
Veleposlanstvo Južne Koreje u Zagrebu (ko. 주크로아티아 대한민국 대사관) predstavlja diplomatsko predstavništvo Južna Koreja u Hrvatskoj te Bosni i Hercegovini. Nalazi se na adresi Ksaverska cesta 111 a-b. Sami diplomatski odnosi između te dvije države uspostavljeni su 18. studenog 1992. Korejsko veleposlanstvo u Zagrebu osnovano je 12. prosinca 2005.

## Vanjske poveznice
- Službena internet stranica veleposlanstva